# Alina Wojtas
Alina Wojtas (* 21. März 1987 in Nowy Sącz) ist eine ehemalige polnische Handballspielerin, die dem Kader der polnischen Nationalmannschaft angehörte.

## Karriere
Alina Wojtas erlernte das Handballspielen in ihrer Heimatstadt bei UKS Olimpia Nowy Sącz. Daraufhin lief die Rückraumspielerin für den polnischen Verein AZS-AWFiS Gdańsk auf. Während der Saison 2008/09 schloss sie sich MKS Lublin an. Mit Lublin gewann sie 2009, 2010, 2013 und 2014 die polnische Meisterschaft sowie 2010 und 2012 den polnischen Pokal. 2014 unterschrieb sie einen Vertrag beim norwegischen Spitzenverein Larvik HK. Mit Larvik gewann sie 2015 die Meisterschaft. Im April 2015 zog sich Wojtas eine Kreuzbandverletzung zu. Anschließend pausierte sie bis zum Ende der Saison 2015/16. 2017 gewann sie erneut die norwegische Meisterschaft. Zur Saison 2017/18 wechselte sie zum polnischen Verein Zagłębie Lubin. Im Februar 2018 beendete sie ihre Karriere.
Alina Wojtas bestritt 83 Länderspiele für die polnische Nationalmannschaft, in denen sie 249 Treffer erzielte. Mit der polnischen Auswahl nahm sie an der Weltmeisterschaft 2013 in Serbien teil. Während des Turniers erzielte sie 39 Treffer in neun Partien.

## Privates
Wojtas war mit dem polnischen Fußballspieler Jakub Świerczok liiert.